# Stanislav Stratiev
Stanislav Stratiev (în bulgară Станислав Стратиев) (n. 9 septembrie‎ 1941, Sofia - d. 20 septembrie‎‎ 2000, Sofia) a fost un scriitor și dramaturg bulgar. A scris pentru teatru, emisiuni de radio și televiziune, precum și scenarii de filme. Piesele lui aparțin teatrului absurd.

## Biografie
A absolvit Universitatea din Sofia, specializarea limba și literatura bulgară. În perioada 1964-1974 a lucrat ca jurnalist. Din 1975 a fost director literar al Teatrului Satiric din Sofia.

## Selecțiuni din opere

### Piese de teatru
- Baia romană, (1974)
- Haina cu două fețe, (1976)
- Autobuzul, (1980)[5]

### Scenarii de film
- Și Domnul coborî ca să ne vadă, (2003)

### Proză
- Asea, (1972)

## Traduceri în limba română
- Asea, Tînăra proză bulgară, București, Albatros, 1978.